# Cortodera khatchikovi
Cortodera khatchikovi là một loài bọ cánh cứng trong họ Cerambycidae.